# Decimalizzazione
Con decimalizzazione ci si riferisce al processo di conversione di unità convenzionali, tipicamente valute, in un sistema decimale. La decimalizzazione della moneta spesso viene accompagnata dall'adozione del sistema metrico per le altre misure (come avvenuto in Francia e solo recentemente in Canada), anche se questo non è la regola (come, ad esempio, per gli Stati Uniti).
La decimalizzazione ha avuto luogo in diversi paesi europei. La Russia adottò il sistema decimale fra il 1701 ed il 1704. La Francia adottò il sistema decimale al tempo della Rivoluzione, esportandola nelle conquiste territoriali che ebbe da quel momento. Altre nazioni adottarono la decimalizzazione all'acquisizione dell'indipendenza dal Regno Unito, prima delle quali furono gli Stati Uniti. Comunque, alcuni paesi del Commonwealth mantennero i sistemi monetari tradizionali anche dopo l'indipendenza, come per esempio l'Australia che adottò il sistema decimale solo nel 1966. In Australia la decimalizzazione della moneta portò all'adozione del dollaro australiano, dato che il valore della valuta venne modificato a dieci volte il valore del vecchio scellino, cioè a metà del valore della vecchia sterlina. Una strategia simile venne adottata in Nuova Zelanda (dollaro neozelandese) ed in Sudafrica (rand).
Il Regno Unito adottò il sistema decimale il 15 febbraio 1971 (Decimal Day), dal suo precedente sistema basato su sterline, scellini e penny (pence al plurale) ad un sistema di 100 new pence per una sterlina, che mantenne lo stesso valore precedente. Dato che una sterlina valeva 20 scellini, ciascuno di 12 penny, ciascun "new penny" valeva 2,4 vecchi penny, e 5 nuovi penny erano equivalenti ad un vecchio scellino. L'abbreviazione adottata per il penny (o "pee") fu la p, che sostituì il vecchio d derivato dal latino denarius. 10 new pence erano equivalenti ad un fiorino, una moneta introdotta nel 1849 per facilitare la decimalizzazione.